# Symphonie no 21 de Joseph Haydn
Pour les articles homonymes, voir Symphonie no 21.
La Symphonie no 21 en la majeur Hob. I:21 est une symphonie du compositeur autrichien Joseph Haydn, composée en 1764.

## Analyse de l'œuvre
La symphonie comporte quatre mouvements:
1. Adagio, en la majeur, à 
, 70 mesures
2. Presto, en la majeur, à , 102 mesures
3. Menuet (en la majeur) et Trio (en la mineur), à 
, 60 mesures
4. Allegro, en la majeur, à , 90 mesures

Durée : 20 minutes

## Instrumentation
- deux hautbois, deux cors en la, cordes, continuo.